# Mislav Bezmalinović
Mislav Bezmalinović (ur. 11 maja 1967 w Splicie, zm. 31 sierpnia 2024 tamże) – piłkarz wodny. W barwach Jugosławii złoty medalista olimpijski z Seulu.
Mierzący 197 cm wzrostu zawodnik w 1988 wspólnie z kolegami triumfował w rywalizacji waterpolistów, była to jego jedyna olimpiada. W turnieju wystąpił w siedmiu meczach i strzelił cztery gole.